# تپه پشت مله چگا
تپه پشت مله چگا مربوط به پیش ا ز تاریخ است و در شهرستان مهران، بخش صالح آباد، روستای گلان واقع شده و این اثر در تاریخ ۱۴ مرداد ۱۳۸۲ با شمارهٔ ثبت ۹۵۱۲ به‌عنوان یکی از آثار ملی ایران به ثبت رسیده است.